# PSR J1951+1123
PSR J1951+1123 est un pulsar. Ce pulsar se distingue par sa période exceptionnellement longue, l'une des plus longues connues, avec une période de 5,09 secondes.